# Nova América
Nova América est une municipalité brésilienne de l'État de Goiás et la microrégion de Ceres.